# بوب تشادويك
بوب تشادويك (بالإنجليزية: Bob Chadwick)‏ هو لاعب كرة قدم أسترالية أسترالي، ولد في 8 فبراير 1927، وتوفي في 5 يونيو 1992.

## وصلات خارجية
- بوب تشادويك على موقع AustralianFootball.com (الإنجليزية)
- بوب تشادويك على موقع AFLtables.com (الإنجليزية)